# Automatische nachtverlichting
Automatische nachtverlichting schakelt automatisch aan wanneer het donker wordt (en weer uit als het licht wordt), of wanneer beweging gedetecteerd wordt.
Het eerste type maakt gebruik van een lichtgevoelige weerstand of -diode, het tweede type van een PIR sensor. Dit type schakelt dan een schijnwerper in, of binnenverlichting in de vorm van kleine ledlampjes op de plint, op de wand of in de vloer. Op die manier kan de gebruiker goed zien waar hij loopt. Als er geen beweging meer wordt waargenomen, of na een vooraf ingestelde tijd, wordt de verlichting automatisch uitgeschakeld.
De lampen worden vaak geplaatst in de hal, langs de trap, op de overloop en in de slaapkamer. Meestal wordt gekozen voor lampen met een laag vermogen (2 watt), zodat de gebruiker kan zien waar hij loopt, maar niet gehinderd wordt door fel licht. 
Automatische nachtverlichting wordt speciaal aangeraden voor mensen met dementie. Als iemand met dementie 's nachts naar het toilet gaat, kan hij moeite hebben met het vinden van het lichtknopje. Bovendien kan te felle verlichting hem het gevoel geven dat het al dag is. Deze verwarring kan worden voorkomen met automatische nachtverlichting met een laag vermogen.